# Pous

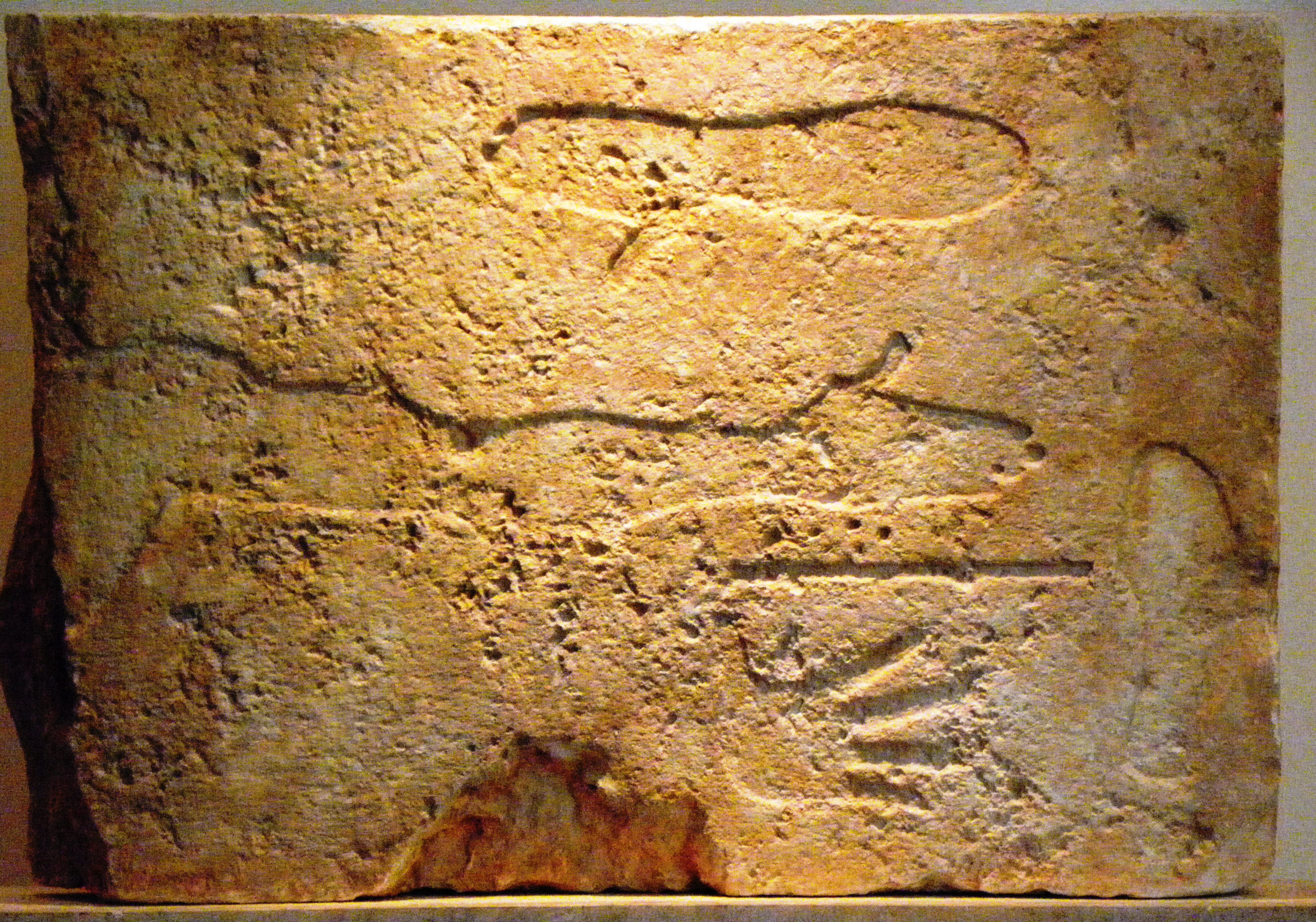
Escultura con unidades de longitud de la antigüedad. Se aprecian dos pies en la esquina inferior derecha, uno pintado y el otro grabado con la longitud. Se encontró empotrada en el muro de la capilla de Agios Dimitrios en Vasilika, Salamina.

El pous (en griego antiguo: πούς, "pie"; plural: podes) o pie griego era una unidad de medida de longitud en la Antigua Grecia.
Los griegos disponían de un sistema coherente para las distancias cortas que heredaron de los egipcios y transmitieron a los romanos: pies áticos (pous) de, aproximadamente, 308 mm. unas 12 pulgadas; pies romanos de 0,296 m o pies egipcios de 0.300 m (16 dedos).
Tenía distintos valores que variaban según la ciudad y el periodo histórico. 100 pous formaban un pletro, 600 pous constituían un estadio (el furlong griego) y 5000 hacían una milla (la milla griega). Los pous griegos podían ser cortos, medianos o largos.
El pous se extendió por gran parte de Europa y Oriente Próximo durante el periodo helenístico, anteriores y posteriores a las conquistas de Alejandro Magno, y se mantuvo en uso en el Imperio bizantino hasta la caída de Constantinopla en 1453.

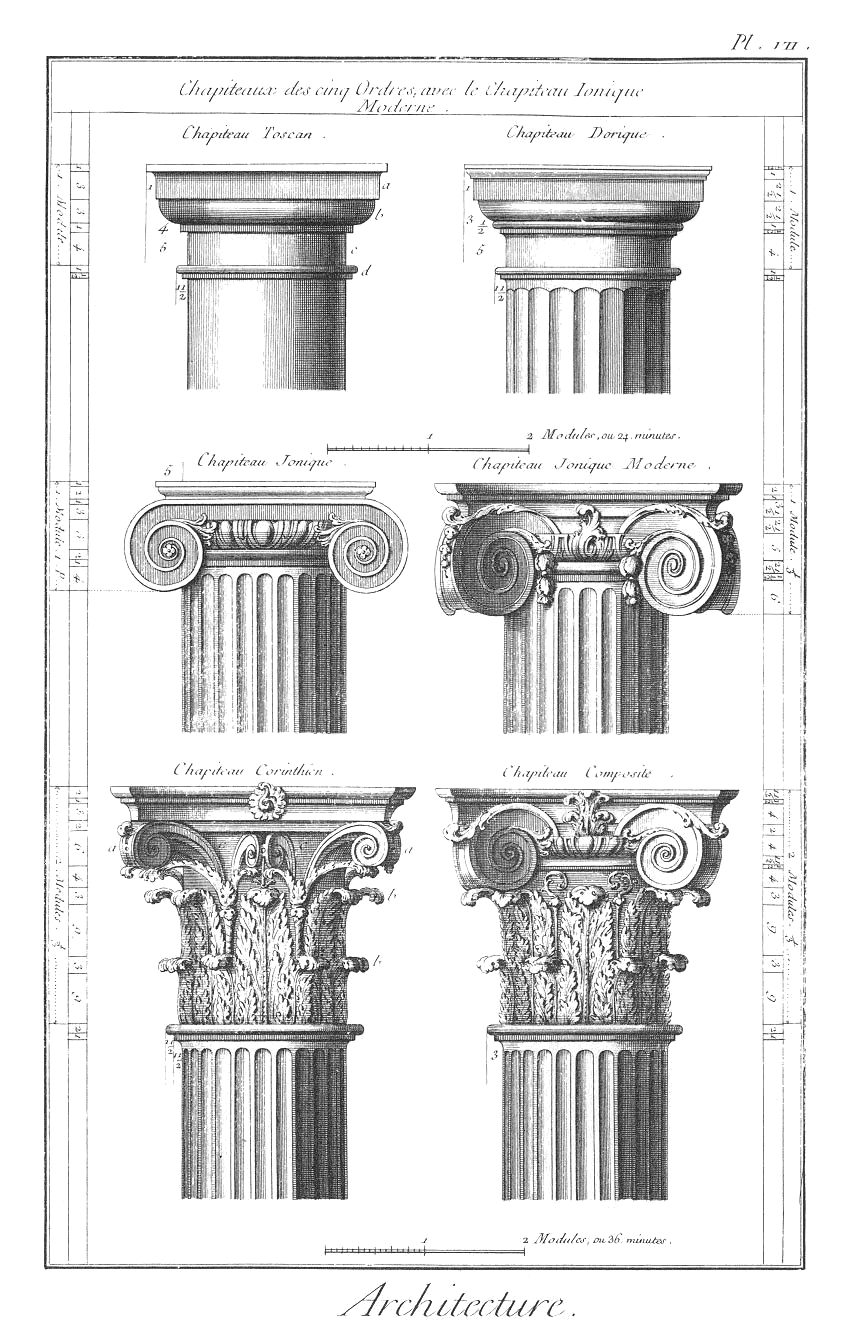
Órdenes clásicos de la arquitectura.

## Análisis comparativo
El pous se dividía en digiti o dedos (dactiloi) que se multiplicaban como en la tabla siguiente. Generalmente, los múltiplos sexagesimales o decimales procedían de Mesopotamia, mientras que los múltiplos septenarios procedían del Antiguo Egipto.
Las medidas griegas de pous corto, medio y largo podrían considerarse la base de las medidas del cuerpo humano. Livio C. Stecchini y otros argumentan que los pous griegos tenían diferentes tamaños porque se dividían en un número distinto de dactilos para facilitar diferentes cálculos. El lugar más obvio para observar la diferencia relativa es en los órdenes arquitectónicos griegos, cuyo canon de proporción se basa en el diámetro de la columna.
| Unit                        | nº. de dactiloi | cada dactilos (mm) | total (mm) | pulgadas   |  |
| --------------------------- | --------------- | ------------------ | ---------- | ---------- |  |
| 1 Pous dórico (pie)         | 18              | 18                 | 324        | 12,7559055 |  |
| 1 Pous luvita (pie)         | 17              | 19                 | 323        | 12,71654   |  |
| 1 Pous ático (pie)          | 16              | 19.275             | 308,4      | 12,14173   |  |
| 1 Pous minoico (pie)        | 16              | 19                 | 304        | 11,9685    |  |
| 1 Bd egipcio (pie)          | 16              | 18.75              | 300        | 11,81102   |  |
| 1 Pous jónico (pie)         | 16              | 18.5               | 296        | 11,65354   |  |
| 1 Pes romano (pie)          | 16              | 18.5               | 296        | 11,65354   |  |
| 1 Pous ateniense (pie)      | 15              | 21                 | 315        | 12,40157   |  |
| 1 Pous fenicio (pele) (pie) | 15              | 20                 | 300        | 11,81102   |  |

Además, ha habido varias versiones de la unidad, como el pous de Heraclea de Lucania en la Magna Grecia , el de Egina o el de Olimpia, entre otros.